# تیری کریتیر
تیری کریتیر (انگلیسی: Thierry Crétier؛ زادهٔ ۳ اوت ۱۹۷۲) بازیکن فوتبال اهل فرانسه است.
از باشگاه‌هایی که در آن بازی کرده‌است می‌توان به باشگاه فوتبال نیس، باشگاه فوتبال استاد رنس، و باشگاه فوتبال نیم المپیک اشاره کرد.